# Liste der griechischsprachigen Geschichtsschreiber der Antike

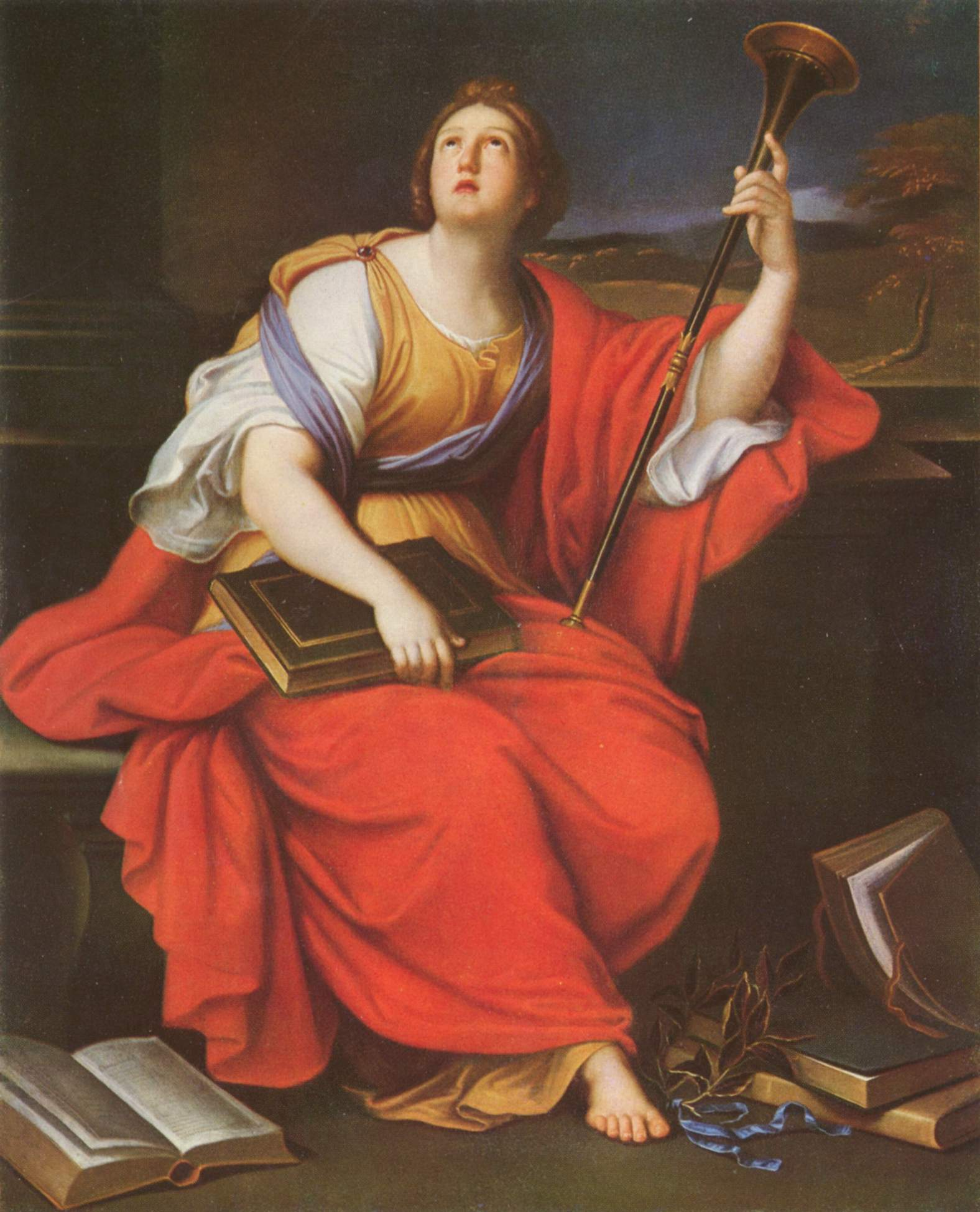
Klio, die Muse der Heldendichtung und Geschichtsschreibung, mit ihren Attributen (Buch/Papyrusrolle, Trompete/Griffel, Lorbeerkranz); Gemälde von Pierre Mignard, Öl auf Leinwand, 1689

Die antike griechische Geschichtsschreibung entwickelte sich aus den Gattungen der Mythographie und Genealogie in der klassischen Zeit Griechenlands. Den Beginn der „eigentlichen“ griechischsprachigen Geschichtsschreibung im Sinne einer Sammlung und Aufbereitung von Informationen, die tatsächlich geschehene Ereignisse des menschlichen Lebens behandelt, setzt die Geschichtswissenschaft traditionell mit Herodot Mitte des 5. Jahrhunderts v. Chr. an, der von Marcus Tullius Cicero (De legibus 1,5) zugleich als „Vater der Geschichtsschreibung“ (lateinisch pater historiae) und als Erzähler „zahlloser Geschichten“ (lateinisch innumerabiles fabulae) bezeichnet wird. Einen Vorläufer der wissenschaftlichen Geschichtsschreibung im engeren Sinne eines nüchternen Tatsachenberichts sehen auch viele heutige Historiker in Thukydides (um 400 v. Chr.). Als der letzte spätantike griechische Geschichtsschreiber gilt gemeinhin Theophylaktos Simokates (um 630 n. Chr.).

## Vorbemerkungen
Im Folgenden ist Vorsicht bei Einordnungen wie „Strategos“ (General), „Politiker“, „Geograph“, „Lokalhistoriker“ oder anderen geboten, die den entsprechenden Personen aus heutiger Sicht gegeben werden und dazu gedacht sind, einen schnelleren Überblick zu ermöglichen. Die Mehrheit der Verfasser selbst hätten sich zuerst als Angehörige der führenden Schicht (wenn sie dieser entstammten) ihrer jeweiligen Herkunftsgebiete, -städte oder -länder begriffen, die auf bestimmten Gebieten größere Fähigkeiten hatten als andere. Sie hätten aber wohl die Ansicht von sich gewiesen, lediglich „Historiker“, „Soldat“ bzw. „Politiker“ zu sein. Großen Einfluss hat in dieser Hinsicht die Tatsache, dass es für einen antiken Gelehrten tendenziell (speziell wenn man die Philosophie Platons in Betracht zieht) als Ziel galt, eben nicht nur auf einem Gebiet, sondern ganz im Gegenteil auf möglichst vielen Gebieten Leistungen zu erbringen. Auch auf dem politischen, militärischen oder kulturellen (Musik, Poesie, Architektur) Gebiet können mehrere der in dieser Liste der „Historiker“ aufgeführten Personen teilweise bedeutendere Leistungen vorweisen wie auf dem Gebiet der Geschichtsschreibung. 
Die antike hochsprachliche Geschichtsschreibung selbst stellte ein äußerst vielfältiges literarisches Genre dar (Universalgeschichte, zeitgeschichtliche Werke, spezielle Monographien zu einzelnen Themen, biographische Darstellungen etc.), das bei allem Anspruch auf Schilderung der beschriebenen Ereignisse oft zudem von hoher prosaischer Qualität war. Es gilt für die antike Geschichtsschreibung zudem die Grundregel der Literaturwissenschaft, dass man stets zwischen Verfasser und Erzähler zu unterscheiden hat.
Die Zuordnungen zu den einzelnen Abschnitten folgen normalerweise den in den Überschriften angegebenen Zeiträumen, geordnet nach Geburtsangaben. Insbesondere bei der Zuordnung zu den größeren Abschnitten „Vorläufer: Logographen“ und „Hellenismus“ sind allerdings in Einzelfällen auch stilistische Merkmale entscheidend. Die Werke mancher Geschichtsschreiber sind trotz von der Überschrift abweichender Lebensdaten stilistisch („Logograph“ und „Hellenismus“ sind auch teilweise problematische stilistische Zuordnungen, vgl. Artikel Logograph bzw. Hellenismus) einer anderen Epoche zuzuordnen, z. B. im Fall Philons von Alexandria, der eigentlich zeitlich unter den Abschnitt „Römisches Reich (30 v. Chr.–300 n. Chr.)“ fallen würde, aber einer der berühmtesten Vertreter der hellenistischen jüdischen Philosophie und Theologie ist.
Insbesondere bei Geschichtsschreibern, deren genaue Lebensdaten unbekannt sind, sollten auch die mitunter großen Zeiträume (mit „Vermutungen:“ oder Ähnlichem bezeichnet) beachtet werden, die für die Zuordnung ihres Lebens und Wirkens veranschlagt werden müssen. Durch diese Unsicherheiten könnten sie durchaus auch unter eine andere der hier verwendeten Überschriften fallen, weshalb sie normalerweise nach dem Beginn des maximalen Zeitraums gereiht werden. Wenn dieser weit in einen anderen Abschnitt hineinreicht, sollten sie an das Ende der jeweiligen Liste gerückt werden, wie z. B. im Fall von Zenodotos von Troizen geschehen.
Von den meisten griechischen Geschichtswerken sind allerdings nur Fragmente erhalten. Diese sind gesammelt in Die Fragmente der griechischen Historiker sowie den neueren Fortsetzungen Die Fragmente der griechischen Historiker. Continued und Brill’s New Jacoby.

## Vorläufer: „Logographen“
| Bild | Name                                   | geboren                                    | gestorben                                  | Kurzbeschreibung (vgl. Vorbemerkungen) |
|      | Kadmos von Milet                       | 6. Jahrhundert v. Chr. (600–500 v. Chr.)   | 6. Jahrhundert v. Chr. (600–500 v. Chr.)   | laut einigen Texten erster Logograph, Leben und Werk unklar, vielleicht ahistorisch |
|      | Hekataios von Milet                    | ca. 560 v. Chr.                            | ca. 480 v. Chr.                            | zahlreiche Reisen, darüber erste bekannte Periegesis, Versuch rational durchforsteter Mythografie und Genealogie in einem der ersten Prosa-Geschichtswerke: genealogiai (4 Bücher, in Fragmenten erhalten)                          |
|      | Akusilaos von Argos                    | 2. Hälfte 6. Jh. v. Chr. (550–500 v. Chr.) | 1. Hälfte 5. Jh. v. Chr. (500–450 v. Chr.) | Mythograph; göttliche, heroische, menschliche Genealogie in streng hierarchischen genealogiai (3 Bücher, in Fragmenten erhalten) |
|      | Dionysios von Milet                    | 2. Hälfte 6. Jh. v. Chr. (550–400 v. Chr.) | 1. Hälfte 5. Jh. v. Chr. (500–450 v. Chr.) | Lebensdetails unbekannt; Geschichte nach Dareios (5 Bücher), Über den trojanischen Krieg (3 Bücher), Persika, alle Werke O-Titel und genauer Aufbau unbekannt, sehr wenige Fragmente erhalten                                       |
|      | Pherekydes von Athen                   | 2. Hälfte 6. Jh. v. Chr. (550–500 v. Chr.) | 1. Hälfte 5. Jh. v. Chr. (500–450 v. Chr.) | Mythograph; attische Genealogie (entstanden 508 v. Chr., 10 Bände, in Fragmenten erhalten) |
|      | Antiochos von Syrakus                  | 5. Jahrhundert v. Chr. (500–400 v. Chr.)   | 5. Jahrhundert v. Chr. (500–400 v. Chr.)   | Lokalhistoriker; Sikeliká (Siedlungsgeschichte Siziliens bis 424/425 v. Chr., 9 Bände, Fragmente erhalten), Über Italien (Geschichte Süditaliens, 1 Band, Fragmente erhalten), scheint mündliche Überlieferung verarbeitet zu haben |
|      | Xanthos der Lyder (Xanthos von Sardes) | 5. Jahrhundert v. Chr. (500–400 v. Chr.)   | 5. Jahrhundert v. Chr. (500–400 v. Chr.)   | Lokalhistoriker; Lydiaká (Lokalgeschichte, auch mit naturkundlichen und sprachlichen Untersuchungen, 4 Bände, in Fragmenten erhalten)                                                                                               |
|      | Stesimbrotos von Thasos                | 5. Jahrhundert v. Chr. (500–400 v. Chr.)   | 5. Jahrhundert v. Chr. (500–400 v. Chr.)   | Sophist und Schriftsteller; Schrift über berühmte attische Persönlichkeiten (Originaltitel unbekannt, um 430 erschienen, in Fragmenten erhalten)                                                                                    |

## Griechische Klassik(500–336 v. Chr.)
| Bild | Name                                               | geboren                                              | gestorben                                            | Kurzbeschreibung (vgl. Vorbemerkungen) |
|      | Herodotos von Halikarnassos                        | ca. 484 v. Chr.                                      | ca. 425 v. Chr.                                      | Geograph und Völkerkundler; Schüler des Hekataios von Milet; von Cicero pater historiae (Vater der Geschichtsschreibung) genannt, trägt attischem Publikum inhaltlich geschlossene Abschnitte (λόγοι) vor, schriftliche (Prosa-!)Zusammenfassung v. a. in ἱστορίαι (berichteter Zeitraum 700–479 v. Chr., 9 Bände, v. a. Geschichte der Perserkriege, komplett erhalten) |
|      | Hellanikos von Lesbos                              | ca. 490/480 v. Chr.                                  | ca. 400 v. Chr.                                      | erster bekannter „Atthidograph“; Atthis (Lokalgeschichte Athens) begründet Tradition, nach Landschaften geordnete Mythographien, landeskundliche Darstellungen (Ägypten, Persien etc.), chronologische Listen, über 20 Werke, alle nur in Fragmenten erhalten |
|      | Ion von Chios                                      | 490 v. Chr.                                          | ca. 422 v. Chr.                                      | Dichter und Dramatiker; wegen Ausbildung in Athen und vieler persönlicher Kontakte in Werken wertvolle biographische Informationen, u. a. in Hypomnemata (über Zitate bei Plutarch Fragmente erhalten), alle Werke nur in Fragmenten erhalten |
|      | Damastes von Sigeion                               | 5. Jahrhundert v. Chr. (500–400 v. Chr.)             | 5. Jahrhundert v. Chr. (500–400 v. Chr.)             | Schüler des Hellanikos von Lesbos; u. a. Geschichte Griechenlands (Perì tôn en Helládi genoménon), alle Werke Umfang und Inhalt relativ unbekannt, wenige Fragmente erhalten |
|      | Charon von Lampsakos                               | ca. 480–477 v. Chr.                                  | 2. Hälfte 5. Jh. v. Chr. (450–400 v. Chr.)           | Vielschreiber, aber nur wenige Fragmente erhalten: Chronik von Lampsakos (4 Bücher), Über Lampsakos (O-Titel unbekannt, 2 Bücher, vielleicht Epitome der Chronik, nicht erhalten), länderkundliche Schriften: Aithiopika, Persika (2 Bücher), Libyka, Kretische Geschichte (3 Bücher, enthalten „Gesetze des Minos“); Periplus Reise hinter die Säulen des Herakles, Hellenika (4 Bücher), Prytanen der Lakedaimonier (4 Bücher, Chronik, vielleicht bereits annalistisch angelegt, nur Titel bekannt), Städtegründungen (2 Bücher) |
|      | Thukydides von Athen                               | ca. 460 v. Chr.                                      | ca. 399–396 v. Chr.                                  | strategos und Autor; fertigt als Zeitgenosse und Teilnehmer einen (Prosa-)Bericht über den Peloponnesischen Krieg an (O-Titel nicht überliefert, berichteter Zeitraum 431–411 v. Chr., 8 Bände, enthalten u. a. Melierdialog, erhalten), in bewusster Abgrenzung zu Herodot klare Trennung Mythen-Begebenheiten, Versuch eines nüchternen, reinen Tatsachenberichts. |
|      | Kratippos von Athen                                | unbekannt (Vermutungen: im Zeitraum 450–350 v. Chr.) | unbekannt (Vermutungen: im Zeitraum 450–350 v. Chr.) | griech. Geschichtsschreiber(?); zugeschriebenes Geschichtswerk (O-Titel unbekannt, Fortsetzung des Werks des Thukydides ab dessen Ende 411 v. Chr., in wenigen Fragmenten), in der älteren Forschung umstrittene Lebensdaten. Von mehreren modernen Forschern als Autor („P.“) der Helleniká Oxyrhynchia bezeichnet. |
|      | „P.“ (unbekannter Autor der Helleniká Oxyrhynchia) | unbekannt (Vermutungen: im Zeitraum 450–350 v. Chr.) | unbekannt (Vermutungen: im Zeitraum 450–350 v. Chr.) | Helleniká Oxyrhynchia als Fortsetzung des Werks des Thukydides angelegt, wichtige Quelle; Autor (oft mit Kürzel „P.“ für „Papyrus“ bezeichnet) unbekannt, diskutiert wurden u. a. Ephoros, Theopompos, Androtion, Daimachos und Kratippos. |
|      | Ktesias von Knidos                                 | 441 v. Chr. (?)                                      | nach 393/392 v. Chr.                                 | griech. Arzt am persischen Hof; Persika (berichteter Zeitraum Assyrien/Bab.-398 v. Chr., 23 Bände, in Fragmenten erhalten), daneben kleinere Indiká (in Fragmenten erhalten) und andere geographische Schriften (nicht erhalten); Glaubwürdigkeit schon in Antike umstritten, für Assyrien/Babylon trotzdem wichtige Quelle |
|      | Philistos von Syrakus                              | um 432 v. Chr.                                       | 356 v. Chr.                                          | sizilisch-griech. Politiker und Lokalhistoriker; Geschichte Siziliens (O-Titel unbekannt, berichteter Zeitraum Vorgeschichte bis 363 v. Chr., 11 Bände, teilweise erhalten) |
|      | Xenophon von Athen                                 | ca. 426 v. Chr.                                      | nach 355 v. Chr.                                     | strategos und Politiker; Anabasis über „Zug der Zehntausend“ des jüngeren Kyros gegen Artaxerxes II. (Augenzeugenbericht über Zeitraum 401–ca. 400 v. Chr.; 7 Bände, komplett erhalten), hellenika (Geschichte Griechenlands 411–362 v. Chr.; 7 Bände, erhalten), Agesilaos (Enkomion in 1 Band, erhalten), dialogische sokratische Schriften, Erziehung des Kyros (romanhafte Darstellung eines Idealstaates [„Persien“] mit einem Idealherrscher [„Kyros“], 8 Bände, erhalten), verschiedene andere lehrhafte Abhandlungen        |
|      | Androtion von Athen                                | ca. 410 v. Chr.                                      | nach 343 v. Chr.                                     | athenischer Politiker und Offizier, Rhetor und Atthidograph; Atthis (Geschichte Athens, 8 Bücher, nicht erhalten), Reden (nicht erhalten); Atthis einflussreich: Quelle u. a. für Staat der Athener (Athenaion politeia) des Aristoteles sowie für den späteren bedeutenden Atthidographen Philochoros. Von manchen Forschern als Autor („P.“) der Helleniká Oxyrhynchia bezeichnet. |
|      | Daimachos von Plataiai                             | 4. Jahrhundert v. Chr. (400–300 v. Chr.)             | 4. Jahrhundert v. Chr. (400–300 v. Chr.)             | griechischer Geschichtsschreiber, in früherer Forschung manchmal als Autor („P.“) der Helleniká Oxyrhynchia bezeichnet; Geschichtswerk (Universal- oder Lokalgeschichte, nicht erhalten), Namensvetter im 3. Jh. v. Chr. |
|      | Herakleides von Kyme                               | 4. Jahrhundert v. Chr. (400–300 v. Chr.)             | 4. Jahrhundert v. Chr. (400–300 v. Chr.)             | griechischer Geschichtsschreiber; Persika (Beschreibung [Bücher 1–2] und Geschichte [Bücher 3–5] Persiens, gesamt 5 Bücher, in Fragmenten) |
|      | Timonides von Leukas                               | 4. Jahrhundert v. Chr. (400–300 v. Chr.)             | 4. Jahrhundert v. Chr. (400–300 v. Chr.)             | griechischer Offizier und Geschichtsschreiber; historíai (Augenzeugenberichte der Taten des Tyrannen Dion, nicht erhalten), Briefwechsel mit Speusippos (gleicher Inhalt, in Fragmenten) |
|      | Athanis von Syrakus                                | 1. Hälfte 4. Jahrhundert v. Chr. (400–350 v. Chr.)   | 2. Hälfte 4. Jahrhundert v. Chr. (350–300 v. Chr.)   | sizilisch-griech. Politiker und Lokalhistoriker; Geschichte Siziliens (O-Titel unbek., Fortsetzung des Werks des Philistos von Syrakus, berichteter Zeitraum ca. 363 bis zumindest 337 v. Chr., 13 Bände, in Fragmenten) |
|      | Ephoros von Kyme                                   | ca. 400 v. Chr.                                      | 330 v. Chr.                                          | erster bekannter Versuch einer Universalgeschichte (berichteter Zeitraum „Dorische Wanderung“ bis 340 v. Chr., 29 Bände [+ 1 Band von Sohn], Fragmente erhalten). Von manchen Forschern als Autor („P.“) der Helleniká Oxyrhynchia bezeichnet. |
|      | Dinon von Kolophon                                 | ca. 360 v. Chr.                                      | ca. 330 v. Chr.                                      | Vater des Kleitarchos; Persika (berichteter Zeitraum sagenhafte Frühzeit bis Artaxerxes III., nur Fragmente erhalten; angelehnt an Persika des Ktesias v. Knidos) |

## Hellenismus(336–30 v. Chr.)

### „Alexanderzeit“ (geboren vor 300 v. Chr.)
| Bild | Name                        | geboren                                                                         | gestorben                                                                       | Kurzbeschreibung (vgl. Vorbemerkungen) |
|      | Anaximenes von Lampsakos    | 4. Jahrhundert v. Chr. (400–300 v. Chr.)                                        | 4. Jahrhundert v. Chr. (400–300 v. Chr.)                                        | Alexanderhistoriker, Rhetor, Teilnehmer am Persienfeldzug Alexanders; Alexandergeschichte (O-Titel und Bücheranzahl unbekannt), Hellenika (Geschichte Griechenlands, 12 Bücher, berichteter Zeitraum Vorzeit bis 362 v. Chr.), Philippika (Geschichte Philipps II. Bücheranzahl unbekannt), alle Werke in wenigen Fragmenten                                                                                  |
|      | Chares von Mytilene         | 4. Jahrhundert v. Chr. (400–300 v. Chr.)                                        | 4. Jahrhundert v. Chr. (400–300 v. Chr.)                                        | Alexanderhistoriker; Beteiligung am Alexanderfeldzug, Geschichte des Alexanderzugs (O-Titel unbekannt, 10[11?] Bände, u. a. Bericht über Massenhochzeit von Susa, Fragmente erhalten), Quellenwert unklar |
|      | Ephippos von Olynth         | 4. Jahrhundert v. Chr. (400–300 v. Chr.; * vor 348 v. Chr.; † nach 323 v. Chr.) | 4. Jahrhundert v. Chr. (400–300 v. Chr.; * vor 348 v. Chr.; † nach 323 v. Chr.) | Alexanderhistoriker; Über den Tod von Hephaistion und Alexander (O-Titel unbekannt, offenbar Schmähschrift auf Alexander [Charakterisierung etwa „Trunkenbold und Wahnsinniger“], wenige Fragmente erhalten), Quellenwert unklar |
|      | Onesikritos von Astypalia   | 4. Jahrhundert v. Chr. (400–300 v. Chr.)                                        | 4. Jahrhundert v. Chr. (400–300 v. Chr.)                                        | Alexanderhistoriker, Schreiber Alexanders, Philosoph; Alexanderbiographie (O-Titel unbekannt, in Fragmenten) mit Beschreibungen der besuchten Länder; bereits von Zeitgenossen wegen vieler Ungenauigkeiten und Übertreibungen kritisiert |
|      | Polykleitos von Larisa      | 4. Jahrhundert v. Chr. (400–300 v. Chr.)                                        | 4. Jahrhundert v. Chr. (400–300 v. Chr.)                                        | Alexanderhistoriker; Historien in mindestens acht Büchern, erhalten sind nur wenige Fragmente; wurde teils mit Polykritos von Mende verwechselt. |
|      | Phainias von Eresos         | 4. Jahrhundert v. Chr. (400–300 v. Chr.)                                        | 4. Jahrhundert v. Chr. (400–300 v. Chr.)                                        | griechischer Philosoph; als Geschichtsschreiber zeitgenössische Autorität durch verschiedene historische Schriften: u. a. Chronik Prytaneis Eresioi (Lokalgeschichte[?]), mehrere Werke über Tyrannen (u. a. Über die Tyrannen in Sizilien), alle Werke nicht erhalten, nur aus Erwähnungen bekannt |
|      | Marsyas von Pella           | Mitte(?) 4. Jahrhundert v. Chr. (400–300 v. Chr.)                               | nach 306 v. Chr.                                                                | makedonischer Militär und Geschichtsschreiber; syntrophos (Jugendgefährte) Alexanders d. Gr., später nauarchos; u. a. Attiká (Geschichte Attikas, 12 Bücher), Makedoniká (Geschichte Makedoniens von den Anfängen bis 331 v. Chr., 10 Bücher), alle Werke in Fragmenten |
|      | Aristobulos von Kassandreia | 1. Hälfte 4. Jahrhundert v. Chr. (400–350 v. Chr.)                              | 301 v. Chr.                                                                     | Alexanderhistoriker; Hetairos und Techniker (Restauration des Grabmals Kyros II.) Alexanders des Großen; Taten Alexanders (O-Titel nicht überliefert, eigene Aufzeichnungen plus andere Quellen, Fragmente erhalten) |
|      | Theopompos von Chios        | ca. 378/377 v. Chr.                                                             | im Zeitraum 323–300 v. Chr.                                                     | Alexanderhistoriker; Hellenika (Geschichte Griechenlands 411–394 v. Chr., 12 Bände), Geschichte Philipps (berichteter Zeitraum 360–336 v. Chr., 58 Bände) sowie verschiedene Lobschriften und mahnende Texte und Abhandlungen, darunter vor allem der Brief an Alexander, alle Werke nur in Fragmenten erhalten. Von manchen Forschern als Autor („P.“) der Helleniká Oxyrhynchia bezeichnet.                 |
|      | Kallisthenes von Olynth     | ca. 370 v. Chr.                                                                 | ca. 327 v. Chr.                                                                 | Alexanderhistoriker; offizieller Historiograph des Asienfeldzuges Alexanders d. Gr.; Taten Alexanders (berichteter Zeitraum 356/336–323 v. Chr., nur wenige Fragmente erhalten), Objektivität schon in Antike umstritten, Alexander-Charakterisierung (etwa „sagenumwobener Gott-König“) hat großen Einfluss auf Alexanderbild der Zeit                                                                       |
|      | Kallias von Syrakus         | 3. Jahrhundert v. Chr. (400–300 v. Chr.)                                        | 3. Jahrhundert v. Chr. (300–200 v. Chr.)                                        | Günstling des sizilischen Tyrannen Agathokles von Syrakus; Taten des Agathokles (O-Titel unbekannt, 22 Bücher, panegyrische Schilderung der Herrschaft [316-305/304 v. Chr.] und Person des Agathokles, wenige Fragmente erhalten) |
|      | Hegesias von Magnesia       | 3. Jahrhundert v. Chr. (300–200 v. Chr.)                                        | 3. Jahrhundert v. Chr. (300–200 v. Chr.)                                        | bekannter Rhetor und Vater der Asianismus in der Rhetorik, wofür er viel gescholten wurde; beschäftigte sich auch mit athenischer Geschichte und Gesetzgebung, scheint aber auch eine Geschichte Alexanders geschrieben zu haben; einige Fragmente erhalten |
|      | Demon von Athen             | 4. Jahrhundert v. Chr. (400–300 v. Chr.)                                        | 3. Jahrhundert v. Chr. (300–200 v. Chr.)                                        | Lokalhistoriker und Mythograph; Atthis (O-Titel unbekannt, in Fragmenten) und sonstige Werke (in Fragmenten) bereits von Zeitgenossen kritisch bewertet, Quellenwert als gering zu bezeichnen |
|      | Eudemos von Rhodos          | ca. 370 v. Chr.                                                                 | ca. 300 v. Chr.                                                                 | gilt als Begründer der Wissenschaftsgeschichte, bedeutender Schüler des Aristoteles; unter anderem Werke über Geschichte der Geometrie, Arithmetik und Astronomie, alle in wenigen Fragmenten |
|      | Ptolemaios I. Soter         | ca. 367 v. Chr.                                                                 | ca. 283 v. Chr.                                                                 | Hetairos und General Alexanders d. Gr., später einer der Diadochen und Begründer der hellenistischen Ptolemäerdynastie in Ägypten, Erbauer des Leuchtturms von Pharos und der Bibliothek von Alexandria; schreibt im hohen Alter Memoiren mit Augenzeugenbericht zu Alexander d. Gr. (O-Titel unbekannt, in Fragmenten erhalten), die u. a. Arrian als Quelle dienten                                         |
|      | Hieronymos von Kardia       | ca. 360 v. Chr.                                                                 | nach 272 v. Chr.                                                                | Alexanderhistoriker; strategos in Diadochenkriegen; als Augenzeuge wahrscheinlich sachlich gehaltene Geschichte der Diadochenkriege (berichteter Zeitraum ca. 323–297 v. Chr., nur Fragmente erhalten), Alexander-Charakterisierung: etwa „umsichtiger genialer Feldherr“ |
|      | Kleitarchos von Kolophon    | 2. Hälfte 4. Jahrhundert v. Chr. (350–300 v. Chr.)                              | 1. Hälfte 3. Jahrhundert v. Chr. (300–250 v. Chr.)                              | Alexanderhistoriker; Sohn des Dinon von Kolophon, Geschichte der Taten Alexanders d. Großen (O-Titel unbekannt; verfasst ca. 323–283 v. Chr., Fragmente erhalten; wahrscheinlich romanhafte Darstellungen, Rezeptionsgeschichte dennoch enorm: unter anderem Diodors Weltgeschichte [17. Buch]) |
|      | Hekataios von Abdera        | 2. Hälfte 4. Jahrhundert v. Chr. (350–300 v. Chr.)                              | 1. Hälfte 3. Jahrhundert v. Chr. (300–250 v. Chr.)                              | vielseitiger Schriftsteller; u. a. Geschichte Ägyptens (lebt als Beamter unter Ptolemaios I. Soter in Ägypten) und Schrift über Homer und Hesiod, nur wenige Fragmente erhalten |
|      | Megasthenes                 | ca. 350 v. Chr.                                                                 | ca. 290 v. Chr.                                                                 | seleukidischer Diplomat im Reich des Chandragupta Maurya; Indika (Geschichte und umfassende Darstellung Indiens, 4 Bände, viele Fragmente erhalten) |
|      | Philochoros von Athen       | 2. Hälfte 4. Jahrhundert v. Chr. (350–300 v. Chr.)                              | ca. 261 v. Chr.                                                                 | athenischer Mythograph, einflussreicher Politiker und Atthidograph; Atthis (Geschichte Athens, 17 Bücher, ber. Zeitraum mythische Anfänge bis 262 v. Chr., viele Fragmente erhalten), auch andere Werke (u. a. über die Mythologie und religiösen Feste der Tetrapolis von Attika, chronologische Listen, Sammlung attischer Inschriften etc.) viele Fragmente erhalten                                       |
|      | Diokles von Peparethos      | unbekannt (Vermutungen: 350–200 v. Chr.)                                        | unbekannt (Vermutungen: 350–200 v. Chr.)                                        | griech. Geschichtsschreiber, wirkte wohl kurz vor Fabius Pictor; wahrscheinlich erster Verfasser der römischen Gründungssage um Romulus und Remus, Geschichtswerk (Titel und Umfang unbek., mythologisch geprägt[?], in Fragmenten) |
|      | Timaios von Tauromenion     | ca. 345 v. Chr.                                                                 | ca. 250 v. Chr.                                                                 | Hauptwerk Historien (O-Titel unbekannt, u. a. Geschichte Italiens/Siziliens/Griechenlands bis 264 v. Chr., Städte- und Königslisten, biographische Informationen, 38 Bände, Fragmente erhalten), Die Sieger von Olympia (Liste, verm. Anhang zu anderem Werk, Fragmente erhalten); verwendet als erster Geschichtsschreiber Chronologie nach Olympiaden (später allgemein gebräuchlich)                       |
|      | Berossos                    | im Zeitraum 340–323 v. Chr.                                                     | nach 278 v. Chr.                                                                | babylonischer Priester des Gottes Bēl-Marduk; Hauptwerk Babylonische Geschichte (vermutlich O-Titel Babyloniaká; Universalgeschichte, berichteter Zeitraum mythische Vorzeit bis Tod Alexanders, 3 Bücher, in Fragmenten), andere Werke in wenigen Fragmenten. Wichtige, weil als zuverlässig angesehene Quelle zu mesopotamischer Geschichte und Kultur; gilt auch als Begründer der griechischen Astrologie |
|      | Antikleides von Athen       | unbekannt (Vermutungen: 323–200 v. Chr.)                                        | unbekannt (Vermutungen: 323–200 v. Chr.)                                        | athenischer Geschichtsschreiber; Peri Noston („Über die Heimkehr“), Deliaka (Informationen zu Delos), Exegeticus (Wörterbuch?), Alexandergeschichte, alle in Fragmenten |
|      | Duris von Samos             | ca. 330 v. Chr.                                                                 | nach 281 v. Chr.                                                                | zeitweise Tyrann von Samos, Geschichtsschreiber und Schriftsteller; Geschichtswerk in mindestens 23 Büchern (O-Titel Ίστορίαι, Ἑλληνικά oder Μακεδονικά, berichteter Zeitraum Philipp II. bis Demetrios Poliorketes; Hauptwerk), Werk über Samos (O-Titel unbekannt) und Biographie des Agathokles von Syrakus in vier Büchern; alle Werke nur in Fragmenten erhalten                                         |

### „Diadochenreiche“ (geboren 300–200 v. Chr.)
| Bild | Name                      | geboren                                                        | gestorben                                                      | Kurzbeschreibung (vgl. Vorbemerkungen) |
|      | Agathokles von Kyzikos    | unbekannt (Vermutung: 3. Jahrhundert v. Chr.)                  | unbekannt (Vermutung: 3. Jahrhundert v. Chr.)                  | griech. Lokalhistoriker (babylonischer Abstammung?); Geschichtswerk Über Kyzikos (περὶ Κυζίκου, Peri Kyzikos; Umfang und Inhalt unbekannt, nicht erhalten, wird aber von vielen antiken Autoren erwähnt) |
|      | Daimachos von Plataiai    | 3. Jahrhundert v. Chr. (300–200 v. Chr.)                       | 3. Jahrhundert v. Chr. (300–200 v. Chr.)                       | griechischer Geschichtsschreiber und Diplomat; Indika (Beschreibung und Geschichte Indiens, in Fragmenten), Quellenwert bereits in Antike umstritten; Namensvetter im 4. Jh. v. Chr. |
|      | Dionysios                 | 3. Jahrhundert v. Chr. (300–200 v. Chr.)                       | 3. Jahrhundert v. Chr. (300–200 v. Chr.)                       | griechischer Geschichtsschreiber und Diplomat; Indika (Beschreibung und Geschichte Indiens, neben Testamonium nur ein unsicheres Fragment) |
|      | Deinias von Argos         | 3. Jahrhundert v. Chr. (300–200 v. Chr.)                       | 3. Jahrhundert v. Chr. (300–200 v. Chr.)                       | Lokalhistoriker; Argolika (Geschichte von Argos, berichteter Zeitraum myth. Vorzeit bis 235 v. Chr., 9 Bände, in Fragmenten) |
|      | Demetrios von Byzanz      | 3. Jahrhundert v. Chr. (300–200 v. Chr.)                       | 3. Jahrhundert v. Chr. (300–200 v. Chr.)                       | griech. Geschichtsschreiber; Name nur durch Erwähnung bei Diogenes Laertios bekannt, ebenso Werke (nicht erhalten): Über die Expedition der Galater (berichteter Zeitraum 276–274 v. Chr., 13 Bücher) und Werk über einen Konflikt in der Cyrenaika (8 Bücher) |
|      | Kallixeinos von Rhodos    | 3. Jahrhundert v. Chr. (300–200 v. Chr.)                       | 3. Jahrhundert v. Chr. (300–200 v. Chr.)                       | hellenistischer Schriftsteller und Lokalhistoriker, lebte in Alexandria; verschiedene Schriften über Zeitgeschehen und Geschichte Alexandrias, alle in Fragmenten |
|      | Manetho (von Sebennytos?) | 3. Jahrhundert v. Chr. (300–200 v. Chr.)                       | 3. Jahrhundert v. Chr. (300–200 v. Chr.)                       | (wahrscheinlich) äpytischer Priester aus Sebennytos unter den ersten Ptolemäern; Hauptwerk (üblicher lat. Titel) Aegyptiaca (griechisch Αἰγυπτιακά, O-Titel unbekannt; Geschichte Ägyptens in bis heute verwendeter Dynastien-Einteilung, berichteter Zeitraum myth. Vorzeit bis Ende 31. Dynastie bzw. Beginn der makedonisch-ptolemäischen Herrschaft [32. Dynastie] 332 v. Chr., 3 Bücher, in Fragmenten), andere Werke in wenigen Fragmenten |
|      | Philinos von Akragas      | 3. Jahrhundert v. Chr. (300–200 v. Chr.)                       | 3. Jahrhundert v. Chr. (300–200 v. Chr.)                       | sizilisch-griechischer Geschichtsschreiber; Geschichtswerk (O-Titel unbekannt) mit stark pro-karthagischer Tendenz, nur wenige Fragmente erhalten |
|      | Nymphis von Herakleia     | 1. Hälfte 3. Jahrhundert v. Chr. (300–250 v. Chr.)             | nach 246 v. Chr.                                               | Patrizier von Herakleia Pontike und Geschichtsschreiber; Universalgeschichte (O-Titel unbekannt, 24 Bücher, berichteter Zeitraum Alexander bis 246 v. Chr., nicht erhalten), Lokalgeschichte Herakleias (O-Titel unbekannt, 13 Bücher, in Fragmenten) |
|      | Demetrios von Kallatis    | 2. Hälfte(?) 3. Jahrhundert v. Chr. (300–200 v. Chr.)          | nach 214 v. Chr.                                               | Geograph(?); Über Asien und Europa (offenbar historische und geographische Inhalte, 20 Bücher, berichteter Zeitraum Vorzeit bis 214 v. Chr., sehr wenige [sechs] Fragmente) |
|      | Chaireas                  | 3./2. Jahrhundert v. Chr. (300–100 v. Chr.)                    | 3./2. Jahrhundert v. Chr. (300–100 v. Chr.)                    | offenbar Hannibalhistoriker; Details Leben und Werk unbekannt, wird nur durch Polybios erwähnt |
|      | Silenos von Kaleakte      | 3./2. Jahrhundert v. Chr. (300–100 v. Chr.)                    | 3./2. Jahrhundert v. Chr. (300–100 v. Chr.)                    | sizilischer Geschichtsschreiber, Begleiter Hannibals; Sikelika (O-Titel unbekannt, Geschichte Siziliens, mind. 4 Bücher [genaue Anzahl unbekannt], in Fragmenten), zeitgeschichtliches Werk (O-Titel unbekannt, eventuell „offizielle Hannibalgeschichte“, sehr wenige Fragmente) |
|      | Krateros der Makedone     | 3./2. Jahrhundert v. Chr. (300–100 v. Chr.)                    | 3./2. Jahrhundert v. Chr. (300–100 v. Chr.)                    | Lebensdetails unbekannt, vielleicht identisch mit makedonischem Militär Krateros; u. a. ψηφισμάτων συναγωγή („Sammlung der Volksbeschlüsse“, chronologische Sammlung athenischer Urkunden mit Erklärungen, 9 Bücher, in Fragmenten, in Antike viel benutzt) |
|      | Sosylos von Sparta        | 3./2. Jahrhundert v. Chr. (300–100 v. Chr.)                    | 3./2. Jahrhundert v. Chr. (300–100 v. Chr.)                    | spartanischer Geschichtsschreiber, Begleiter (Griechischlehrer) Hannibals; Geschichtswerk über Zweiten Punischer Krieg (O-Titel unbekannt, 7 Bücher in Fragmenten) mit pro-karthagischer Tendenz |
|      | Eumachos von Neapel       | 3./2. Jahrhundert v. Chr. (300–100 v. Chr.)                    | 3./2. Jahrhundert v. Chr. (300–100 v. Chr.)                    | griechischer Hannibalhistoriker aus Neapolis (Neapel); Geschichtswerk über Hannibal in mindestens zwei Büchern, eventuell ein weiteres geographisches Werk (nur zwei erhaltene Fragmente) |
|      | Eratosthenes von Kyrene   | im Zeitraum 276–273 v. Chr.                                    | ca. 194 v. Chr.                                                | 3. Leiter des Museions 245–204 v. Chr., vielseitiger Gelehrter (u. a. Mathematiker, Geograph [wahrscheinlicher Begründer des Wortes G.], Astronom, Philologe, Philosoph, Dichter), gilt als Begründer der wiss. Chronographie; gesch. Werke: Geschichte der Galater (Galatiká, Autorschaft oft angezweifelt, in Fragmenten), Werke über systematische Chronologie, u. a. Über Chronographien (Epochengliederungen Eroberung Trojas bis Alexander, in Fragmenten), Olympiasieger (Olympioníkai, Sport- und Olympionikengeschichte mit Chronologie, in Fragmenten) |
|      | Quintus Fabius Pictor     | ca. 254 v. Chr.                                                | ca. 201 v. Chr.                                                | griech. schreibender römischer Patrizier, Annalist; Annalen (O-Titel unbek., berichteter Zeitraum Gründung Roms bis ca. Zweiter Punischer Krieg) mit stark pro-römischer Tendenz, nur wenige Fragmente erhalten |
|      | Antisthenes von Rhodos    | 2. Hälfte 3. Jahrhundert v. Chr. (250–200 v. Chr.)             | 1. Hälfte 2. Jahrhundert v. Chr. (200–150 v. Chr.)             | griech. Geschichtsschreiber; Universalgeschichte (O-Titel unbekannt, Inhalt unbekannt, in Fragmenten), vielleicht philosophiegeschichtliche Sukzessionen (Διαδοχὴ) |
|      | Phylarchos (von Athen?)   | 2. Hälfte 3. Jahrhundert v. Chr. (250–200 v. Chr.)             | 2. Hälfte 3. Jahrhundert v. Chr. (250–200 v. Chr.)             | stammte möglicherweise auch aus Naukratis oder Sikyon; Hauptwerk Historien (berichteter Zeitraum 272 v. Chr.–220/219 v. Chr., 28 Bände), kleinere Schriften, alle in Fragmenten |
|      | Agatharchides von Knidos  | ca. 208 v. Chr.                                                | nach 132 v. Chr.                                               | griech. Geschichtsschreiber mit sozialkritischer Tendenz; Asiatika, Europika, Über das Rote Meer in Fragmenten, von anderen Werken nur Titel bekannt |
|      | Polybios von Megalopolis  | ca. 201 v. Chr.                                                | ca. 120 v. Chr.                                                | griech. Politiker; von 167–151 v. Chr. als Geisel in Rom beim jüngeren Scipio, macht 3. Punischen Krieg mit, später freiwillige Rückkehr und romfreundliche historiai (Universalgeschichte und Geographie, berichteter Zeitraum 264–146 v. Chr., 40 Bände, Entwicklung Roms wird rückblickend idealisierend dargestellt, als Grund für Aufstieg werden Verfassung und Heerwesen angegeben, Theorie vom Verfassungskreislauf) |
|      | Zenodotos von Troizen     | unbekannt (Vermutungen: ca. 300 v. Chr.-spätes 1. Jh. v. Chr.) | unbekannt (Vermutungen: ca. 300 v. Chr.-spätes 1. Jh. v. Chr.) | griech. Geschichtsschreiber; Lebensdetails unbekannt, Römische Geschichte (O-Titel und Umfang unbek., Frühgeschichte Italiens und Roms, in Fragmenten) |

### „Spätzeit“ (geboren nach 200 v. Chr.)
| Bild | Name                     | geboren                                            | gestorben                                          | Kurzbeschreibung (vgl. Vorbemerkungen) |
|      | Eupolemos                | 2. Jahrhundert v. Chr. (200–100 v. Chr.)           | 2. Jahrhundert v. Chr. (200–100 v. Chr.)           | griechischsprachiger, (erster?) jüdisch-hellenistischer Geschichtsschreiber; Lebensdetails unbekannt, Geschichtswerk Über die Könige in Judäa (Geschichte Judäas anhand von Königsschilderungen mit Bau des Salomonischem 2. Jerusalemer Tempels als thematischem Mittelpunkt, in Fragmenten)                                                                                                  |
|      | Agatharchides von Knidos | 2. Jahrhundert v. Chr. (200–100 v. Chr.)           | 2. Jahrhundert v. Chr. (200–100 v. Chr.)           | (hellenisierter?) jüdisch-ägyptischer Geschichtsschreiber; Lebensdetails unbekannt, Geschichtswerk Über die Juden (O-Titel unbek., Geschichte des Judentums mit Schwerpunkt Ägypten, in Fragmenten) |
|      | Abydenos                 | unbekannt (Vermutungen: 200–100 v. Chr.)           | unbekannt (Vermutungen: 200–100 v. Chr.)           | griech. Geschichtsschreiber; Lebensdetails unbekannt, Geschichte der Chaldäer und Assyrer (περὶ Ἀσσυρίων, Umfang unbek., in Fragmenten) ist später vielbenutztes Werk |
|      | Lysimachos               | unbekannt (Vermutungen: 200 v. Chr. – 100 n. Chr.) | unbekannt (Vermutungen: 200 v. Chr. – 100 n. Chr.) | Geschichtswerk (Titel und Inhalt unbekannt, in Fragmenten), Leben und Werk nur durch Erwähnung bei Josephus bekannt |
|      | Sosikrates von Rhodos    | ca. 200 v. Chr.                                    | ca. 128 v. Chr.                                    | griech. Geschichtsschreiber; Geschichte Kretas (O-Titel unbekannt), Geschichte der Philosophie (O-Titel unbekannt), beide in Fragmenten |
|      | Poseidonios aus Apameia  | 135 v. Chr.                                        | 51 v. Chr.                                         | griech. Universalgelehrter (u. a. auch Philosoph, Geograph); Über den Okeanos und seine Probleme (ethnographische Schrift), Geschichtswerk (O-Titel unbekannt, berichteter Zeitraum 146 bis ca. 79 v. Chr., als Fortsetzung des Geschichtswerks des Polybios angelegt), verschiedene andere Schriften, alle nur in Fragmenten                                                                  |
|      | Apollodoros von Artemita | 1. Jahrhundert v. Chr. (100–0 v. Chr.)             | 1. Jahrhundert v. Chr. (100–0 v. Chr.)             | griech. Geschichtsschreiber; Geschichte der Parther (O-Titel unbekannt, 4 Bücher in Fragmenten) |
|      | Diodorus Siculus         | 1. Jahrhundert v. Chr. (100–0 v. Chr.)             | 1. Jahrhundert v. Chr. (100–0 v. Chr.)             | griech. Geschichtsschreiber; bibliotheke (Universalgeschichte von sagenhafter Troja-Zeit bis Julius Caesar, 40 Bände, 1–5, 11–16, 18–20 erh., 17 mit einer großen Lücke erh., 6–10, 21–40 Fragmente erhalten, v. a. aus Zitaten byz. Autoren; viele ältere Quellen verarbeitet, die sonst verloren sind) wichtig als Quelle für Philipp II., Diadochenzeit, 5. Jh. v. Chr., Sizilien allgemein |
|      | Kastor von Rhodos        | 1. Jahrhundert v. Chr. (100–0 v. Chr.)             | 1. Jahrhundert v. Chr. (100–0 v. Chr.)             | griech. Rhetor; Chronik (Universalgeschichte mit mythologischen Elementen bis 61/60 v. Chr., 6 Bücher in Fragmenten) |
|      | Timagenes von Alexandria | 1. Jahrhundert v. Chr. (100–0 v. Chr.)             | 1. Jahrhundert v. Chr. (100–0 v. Chr.)             | griech. Geschichtsschreiber; Peri Basileon (Über die Könige, eine recht einflussreiche Universalgeschichte bis in Zeit Cäsars, 15 erhaltene Fragmente) |
|      | Aristodemos              | Zeitstellung unbekannt                             |                                                    | griechischer Geschichtsschreiber; Geschichtswerk (O-Titel unbekannt, in [mind.] 5 Büchern, Perserkriege: ber. Zeitraum Herrschaft des Xerxes bis Beginn des Peloponnesischen Kriegs, in Fragmenten) |
|      | Alexander Polyhistor     | ca. 100 v. Chr.                                    | ca. 40 v. Chr.                                     | griech. Gelehrter; Universalgeschichte (O-Titel unbekannt, enthält u. a. Abschnitte Über Rom [5 Bücher], Aigyptiaca [mindestens 3 Bücher], Über Bithynien, Über Illyrien, Indica und Chaldäische Geschichte, insgesamt 43 Bücher in Fragmenten), Über die Juden (Peri Ioudaiôn, Exzerptsammlung von Texten jüdischer Schriftsteller, in Fragmenten)                                            |
|      | Memnon von Herakleia     | unbekannt (Vermutungen: 100 v. Chr. – 150 n. Chr.) | unbekannt (Vermutungen: 100 v. Chr. – 150 n. Chr.) | Lokalhistoriker; Περὶ Ἡρακλείας (Perì ʰērakleias „Über Herakleia“, mind. 17 Bücher [genaue Anzahl unbekannt], klarer, knapp-nüchterner Stil, in Fragmenten) |
|      | Philon von Alexandria    | ca. 15/10 v. Chr.                                  | nach 40 n. Chr.                                    | bedeutender Philosoph des hellenistischen Judentums; sehr viele Werke erhalten, historische Werke u. a. Εἰς Φλάκκον (lat. In Flaccum, Geschichte der Judenverfolgung in Alexandria unter Aulus Avillius Flaccus 38 n. Chr., erhalten); wichtige Quelle zum hellenistischen Ägypten |

## Römisches Reich(30 v. Chr.–300 n. Chr.)
(Anmerkung: Hier nicht bis 476, 641 oder gar 1453, da in dieser Tabelle mit den Überschriften nur Geschichtsschreiber/Historiker in dem angegebenen Zeitraum und nicht die Dauer des römischen Kaiserreichs ausgedrückt werden soll und Geschichtsschreiber nach 300 n. Chr. in der Wikipedia unter die Rubrik Spätantike fallen und dort behandelt werden. Für die spätere Zeit siehe auch Byzantinische Geschichtsschreibung.)
| Bild | Name                                  | geboren                                                           | gestorben                                                         | Kurzbeschreibung (vgl. Vorbemerkungen) |
|      | Domitios Kallistratos                 | unbekannt (Vermutungen: 100 v. Chr. – 284 n. Chr.)                | unbekannt (Vermutungen: 100 v. Chr. – 284 n. Chr.)                | Lokalhistoriker; Über Herakleia Pontike (O-Titel unbekannt, mindestens 7 Bücher [genaue Anzahl unbekannt], in Fragmenten) |
|      | Pausanias von Antiochia               | unbekannt (Vermutungen: 1. Jh. n. Chr. bis frühes 4. Jh. n. Chr.) | unbekannt (Vermutungen: 1. Jh. n. Chr. bis frühes 4. Jh. n. Chr.) | Lokalhistoriker; Über Antiochia (O-Titel unbekannt, benutzt von späteren Autoren bis in die byzantinische Zeit, in Fragmenten) |
|      | Nikolaos von Damaskus                 | ca. 64 v. Chr.                                                    | nach 4 v. Chr.                                                    | griech.(hellenisierter?) Diplomat und Hofgeschichtsschreiber unter Herodes dem Großen; Hauptwerk Weltgeschichte (O-Titel unbekannt, 144 Bände, in Fragmenten), Biografie des Augustus (fast vollständig erhalten), verschiedene andere Schriften in Fragmenten; einflussreiche Quelle u. a. für Flavius Josephus |
|      | Strabon aus Amaseia                   | ca. 63 v. Chr.                                                    | nach 23 n. Chr.                                                   | griechischer Autor; nach Aufenthalten in Rom, Ägypten etc.: historiai (Geschichtswerk, 43 Bände, nicht erh.), ergänzend dazu geôgraphiká (Geographie, 17 Bände, bis auf Teile Band VII komplett erhalten), Frühwerk Historische Kommentare in Fragmenten; durch kritische Haltung, Wissen zu Rechtsgeschichte und guten Erhaltungszustand der geôgraphiká wichtige Quelle etwa zur Romanisierung Galliens und Hispaniens |
|      | Dionysios von Halikarnassos           | ca. 54 v. Chr.                                                    | ca. 8                                                             | griech. Rhetor; geschichtliches Hauptwerk Römische Altertümer (bis Beginn Erster Punischer Krieg, 20 Bände, 1–10 erh., 11–20 Fragmente, Geschichte Roms [vorgestellt als ideale Polis] wird teleologisch interpretiert, d. h. im augusteischen Sinn werden rückblickend Gründe für den [idealisierten] Aufstieg Roms geliefert), mangels anderer für Zeitraum gallische Invasion bis 1. Punischer Krieg wichtige Quelle, verschiedene rhetorische Schriften in Fragmenten |
|      | Lukas                                 | 1. Jahrhundert (0–100)                                            | 1. Jahrhundert (0–100)                                            | Autor der Lukasevangelien, wahrscheinlich nicht identisch mit Paulusbegleiter; Lukasevangelien werden auch als „erstes christl. Geschichtswerk mit deutlichen hellenistisch-historiographischen Einflüssen“ bezeichnet (vgl. Einleitung: „Schon viele haben es unternommen, einen Bericht über all das abzufassen, was sich unter uns ereignet und erfüllt hat“, Lk 1) |
|      | Pamphile von Epidaurus                | 1. Jahrhundert (0–100)                                            | 1. Jahrhundert (0–100)                                            | Griechische Historikerin unter Kaiser Nero, verfasste Historische Denkwürdigkeiten in 33 Büchern, eine Epitome von Ktesias’ Persika in 3 Büchern, sowie Abhandlungen Über Meinungsverschiedenheiten und Über Liebesfreuden |
|      | Flavius Josephus                      | ca. 37/38                                                         | nach 100                                                          | Römisch-jüdischer Historiker; Werke anfänglich in aramäischer Muttersprache, später auf Griechisch; Jüdische Altertümer (lat. Antiquitates Judaicae, 20 Bücher, berichteter Zeitraum Schöpfung bis Ausbruch des Jüdischen Aufstandes 66 n. Chr., komplett erhalten), Geschichte des jüdischen Krieges (O-Titel Ἱστορία Ἰουδαϊκοῦ πολέμου πρὸς Ῥωμαίους, lat. Bellum Judaicum oder De Bello Judaico, 7 Bücher, berichteter Zeitraum von Besetzung Jerusalems 174 v. Chr., bis großen Aufstand 66–70, komplett erhalten), kleinere Texte. Wichtige Quelle für Judäa und Galiläa im 1. Jahrhundert, Nachwirkung in Spätantike und Mittelalter (u. a. Eusebius von Caesarea) |
|      | Plutarchos aus Chaironeia             | ca. 45                                                            | ca. 125                                                           | griechischer Biograf; wichtigster Vertreter des Attizismus, Caesarenviten (ursprgl. von Augustus bis Vitellius, nur Galba und Otho erh.), Parallele Lebensbeschreibungen (23 Doppelbiographien mit je einem Römer und einem Griechen von Theseus bis Marcus Antonius, 22 erh.), verschiedene andere biographische Werke, erhalten Aratos von Sikyon, Artaxerxes II., philosophische Schriften: Sammlung „Moralia“ enthält 78 Abhandlungen zu verschiedensten Fragen, insgesamt 260 Schriften unter seinem Namen überliefert, große Nachwirkung im europäischen Geistesleben                                                                                              |
|      | Herennios Philon (Philon von Byblos)  | ca. 70 (?)                                                        | nach 138                                                          | phönizischer Gelehrter; Phönizische Geschichte (Phoinikikḗ historía, 9 Bücher, in Fragmenten; behandelt u. a. Ursprünge von Mythologie und Religion des östlichen Mittelmeers, hoher Quellenwert), Über Städte und ihre berühmten Bürger (Wissenssammlung, 30 Bücher, wahrscheinlich alphabetisch geordnet, in Fragmenten) |
|      | Arrianus von Nikomedeia               | ca. 85-90                                                         | nach 145/146                                                      | griech.-stämmiger röm. Politiker (u. a. Statthalter Kappadokien); Vorbild Xenophon, schlichter attischer Stil; Alexandergeschichte (O-Titel anabasis alexandrou, 7 Bände, erhalten, heute wichtigste Quelle für diesen Zeitraum!), Indike (Geschichte und Geographie Indiens, erhalten), Periplus („Rundfahrt“, Beschreibung des Schwarzmeerraumes in Form eines Reiseberichts, erhalten), „ektaxis kata alanoon“ („Schlachtordnung gegen die Alanen“, Fragmente erhalten), „Taktik“ (Fragmente erhalten), „Kynegetikós“ (Traktat über die Jagd) |
|      | Appianos von Alexandria               | nach 90                                                           | nach 160                                                          | griech.-sprachiger röm. Autor; Römische Geschichte (O-Titel rhomaika, Kriege Roms bis Ende der Republik, 23 Bände, Proömium, Bände 6–9 großteils, 11–17 komplett erhalten, sonst Fragmente); Einschätzung umstritten, aber für römische Bürgerkriege wichtigste erh. Quelle |
|      | Phlegon von Tralleis                  | 2. Jahrhundert (100–200)                                          | 2. Jahrhundert (100–200)                                          | griech. Schriftsteller; Wunderbare Geschichten (auch Buch der Wunder, in Fragmenten); Olympiades (historisch-chronologisches Kompendium von 1. bis zur 229. Olympiade = 776 v. bis 137 n. Chr., in Fragmenten), andere Schriften (nur wenige Fragmente erhalten) |
|      | Abydenos                              | unbekannt (Vermutungen: 100 – 200)                                | unbekannt (Vermutungen: 100 – 200)                                | griechischer Geschichtsschreiber, Lebensdetails unbekannt; u. a. Geschichte der Chaldäer und Assyrer (περὶ Ἀσσυρίων, Umfang unbekannt, in Fragmenten, aufgrund sprachlicher Kriterien ins 2. Jh. datiert) |
|      | Amyntianos                            | unbekannt (Vermutungen: 100 – 300)                                | unbekannt (Vermutungen: 100 – 300)                                | griechischer Rhetor und Geschichtsschreiber; u. a. Alexanderbiographie (O-Titel und Umfang unbekannt), Parallelbiographien (unbekannte Anzahl, u. a. über Dionysios von Syrakus und Domitian, 2 Bücher), Biographie der Olympias (O-Titel und Umfang unbekannt), alle in wenigen Fragmenten |
|      | Pausanias                             | ca. 115                                                           | ca. 180                                                           | griech.-stämmiger röm. Geograf; Beschreibung Griechenlands (O-Titel Helládos Periégésis, 10 Bände, detaillierte Beschreibungen von Landschaft inkl. Bodenbeschaffenheit, Kunst- und Bauwerken, Lebenskultur, Religion und Mythos, 10 Bände komplett erhalten [möglicherweise existente zusätzliche Bände verloren]) wichtige Quelle für griech. Kunst-, Mythen- und Religionsgeschichte, Archäologie, Sozialwissenschaft |
|      | Cassius Dio                           | 155                                                               | nach 229                                                          | röm. Politiker (u. a. 205[?], 229 Konsul), verwendet griechische Sprache; Römische Geschichte (berichteter Zeitraum Gründung Roms bis 229, 80 Bände, 1–34 fragmentarisch, 35–36 teilweise, 37–54 fast komplett erhalten, 55 teilweise, 56–60 komplett erhalten, 61–80 Fragmente), schlecht nachgeahmter thukydideischer Stil, aber Quellenwert v. a. für ausgehende Republik und Kaiserzeit sehr hoch |
|      | Herodianos                            | ca. 178                                                           | ca. 250                                                           | röm. niederer Beamter(?), verwendet griech. Sprache; Römische Geschichte (berichteter Zeitraum 180–238, 8 Bände, erhalten); recht einflussreich, da eine Quelle der späteren Historia Augusta, jedoch als bedenklich einzuschätzen (sachliche Fehler, Verwendung ungeprüfter Quellen, romanhafte Ausschmückungen). Trotzdem bedeutend, da für manche Bereiche andere Quellen beinahe gänzlich fehlen. |
|      | Asinius Quadratus                     | 3. Jahrhundert (200–300)                                          | 3. Jahrhundert (200–300)                                          | griech. schreibender röm. Autor; u. a. 1000-Jahr-Geschichte (Geschichtsdarstellung zur 1000-Jahr-Feier Roms 248, in Fragmenten) |
|      | Diogenes Laertios                     | unbekannt (Vermutung: 3. Jahrhundert)                             | unbekannt (Vermutung: 3. Jahrhundert)                             | griech. Biograph und Doxograph; Über Leben und Lehren der Philosophen (Titel variiert je nach Manuskript, biographische und doxographische Informationen, 10 Bücher, erhalten), Quellenwert unterschiedlich |
|      | Ephoros der Jüngere                   | 3. Jahrhundert (200–300)                                          | 3. Jahrhundert (200–300)                                          | griech. Geschichtsschreiber; Geschichtswerk (O-Titel unbekannt, Darstellung über Kaiser Gallienus, 27 Bücher, nicht erhalten), andere Werke (nicht erhalten); möglicherweise Phantomautor (Erwähnung von Leben und Werken einzig in Suda) |
|      | Kallinikos von Petra                  | 3. Jahrhundert (200–300)                                          | 3. Jahrhundert (200–300)                                          | griech. Rhetor; Geschichte Alexandrias (O-Titel unbekannt, 10 Bücher in Fragmenten), verschiedene andere Schriften, alle in wenigen Fragmenten |
|      | Nikostratos von Trapezunt             | 3. Jahrhundert (200–300)                                          | 3. Jahrhundert (200–300)                                          | griech. Geschichtsschreiber und Sophist; Geschichtswerk (O-Titel und Inhalt unbekannt, berichteter Zeitraum 244–260er-Jahre, nicht erhalten) erwähnt in Kirchengeschichte des Euagrios Scholastikos |
|      | Philostratos von Athen                | 3. Jahrhundert (200–300)                                          | 3. Jahrhundert (200–300)                                          | griech. Geschichtsschreiber; Geschichtswerk (O-Titel unbekannt, berichteter Zeitraum u. a. Perserkriege zur Zeit Valerians, in wenigen Fragmenten) |
|      | Publius Herennius Dexippus (Dexippos) | ca. 210                                                           | ca. 275                                                           | griech.-römischer Geschichtsschreiber; Geschichte der Diadochenzeit, Chronik (bis ca. 270, fortgesetzt von Eunapios von Sardes) und Skythika (Geschichte der zeitgenössischen Gotenkriege), alle Werke nur in Fragmenten. Wichtigster Historiker in der Zeit der sogenannten Reichskrise des 3. Jahrhunderts. |

## Zeitlich nicht zuzuordnen
Historiker, deren Zeit aus dem vorhandenen Quellenmaterial nicht zu erschließen ist.
| Bild | Name              | geboren                                              | gestorben                                            | Kurzbeschreibung (vgl. Vorbemerkungen)           |
|      | Aratos von Knidos | unbekannt, irgendwann vor dem 3. Jahrhundert n. Chr. | unbekannt, irgendwann vor dem 3. Jahrhundert n. Chr. | Historiker Ägyptens, keine Fragmente überliefert |